# Mapa de Nuzi

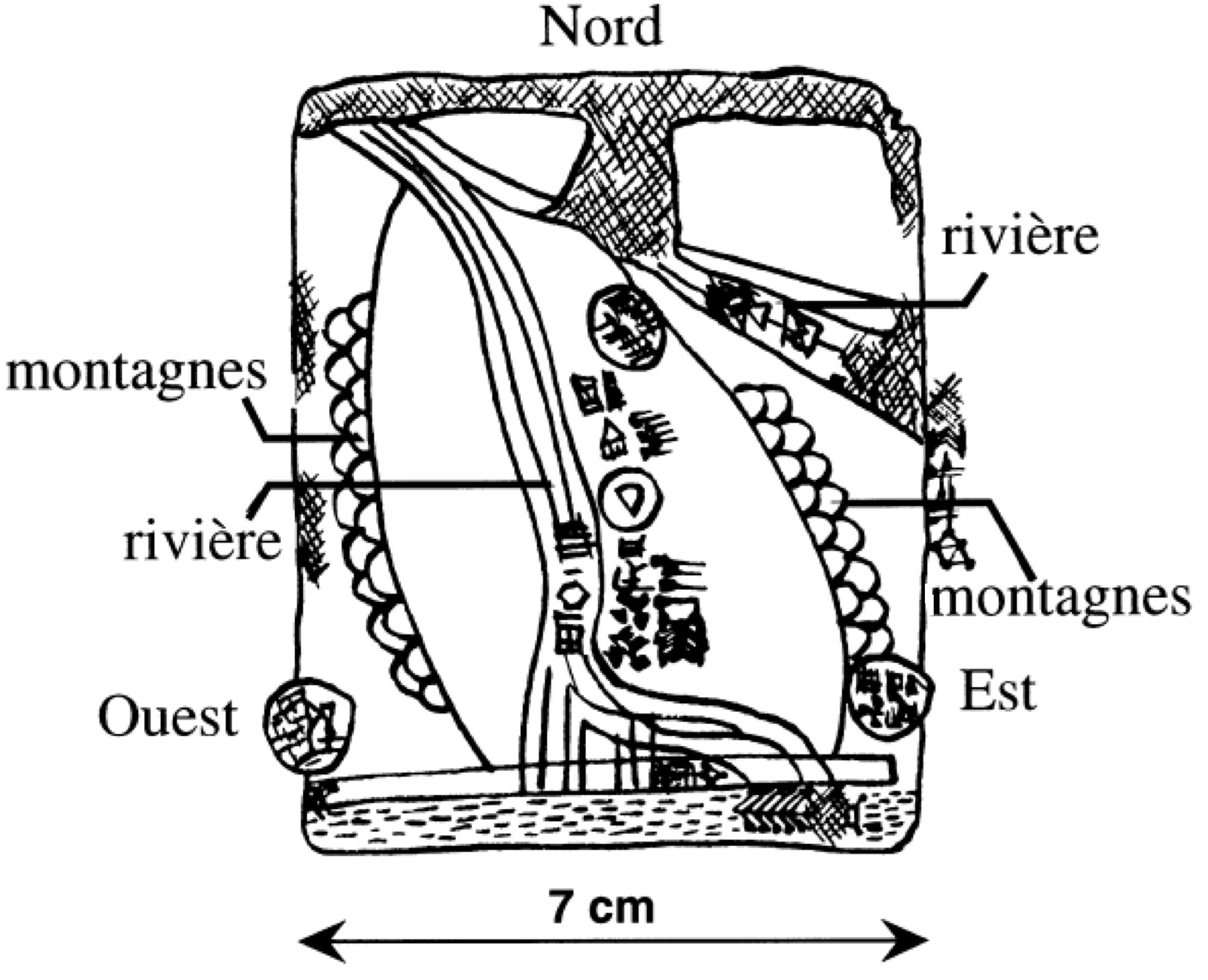
Esquema explicativo, en francés, del Mapa de Nuzi, el mapa geográfico más antiguo conocido. Sobre tablilla de arcilla sumeria (c. 2500 a. C.). Harvard Museum of the Ancient Near East.

El mapa de Nuzi (también conocido como mapa de Gasur) es el mapa topográfico más antiguo hallado hasta la fecha. Fue descubierto durante las excavaciones de Yorghan Tepe que escondían la antigua ciudad mesopotámica de Nuzi, llamada Gasur en acadio, hoy en el norte de Irak. Se encuentra en una tablilla de arcilla del período acadio de la ciudad.
Se desconoce exactamente el trazado del mapa, a pesar de que se conserva la mayor parte de la tablilla, que es en realidad uno de los llamados textos de Nuzi (o de Gasur). Se sabe que es anterior a la invasión de la ciudad de Gasur por los hurritas, quienes la rebautizaron como Nuzi. Entre las más de 5000 tablillas encontradas en el lugar, especialmente con documentación legal, económica y comercial, se encontró el mapa en 1930, que la mayoría de expertos data del período antiguo acadio (c. 2360-2180 a. C.).
En esos momentos, Gasur era un centro comercial próspero y los textos revelan una comunidad empresarial variada con comercio de importancia. Es posible que Ebla fuera uno de sus socios comerciales y que la tablilla, en lugar de un registro de las propiedades de la tierra, sea de hecho un mapa de carreteras. La tablilla, que mide aproximadamente 6 × 6,5 cm, está inscrita solo en el anverso. Muestra esquemáticamente los alrededores de la ciudad de Gasur y la ciudad de Maskan-dur-ebla, representadas con un círculo, en la esquina inferior izquierda, así como un canal o río central, llamado Rahium y dos cadenas montañosas, representadas en dos franjas con pequeñas semicircunferencias así como los puntos cardinales en referencia con los nombres de los vientos, norte, este y oeste, aunque le falta el sur.
Parece estar hecho con un dibujo a escala estimada y tiene una zona de cultivo de regadío indicada con una extensión de 354 iku, pertenecientes a una persona llamada Azala.
Se conserva en el Museo Semítico de Harvard, ahora denominado Harvard Museum of the Ancient Near East.